# Biscayne-Nationalpark
Der Biscayne-Nationalpark liegt in Süd-Florida und erstreckt sich über die Biscayne Bay und die nördlichsten Inseln der Florida Keys.
Diese ist eines der beliebtesten Reviere zum Tauchen und Schnorcheln in Amerika. Der Park besteht zu 95 % aus Wasserfläche und schützt das vorgelagerte Korallenriff, das ein Teil des Riffsystems ist, welches sich über die gesamte Südküste Floridas erstreckt. Nach dem Great Barrier Reef in Australien und dem Riff vor der Küste von Belize ist es das drittgrößte der Welt.
Die Küste des Parks und die zahlreichen Inseln beherbergen ausgedehnte Mangrovenwälder.
Die Hauptattraktion des Parks stellen das Tauchen und Schnorcheln dar, außerdem ist es möglich, Seekajaks zu mieten oder mit Glasbodenbooten die Bucht zu erforschen.

## Geschichte
Am 18. Oktober 1968 wurde das Biscayne National Monument eingerichtet. Am 28. Juni 1980 wurde dieses Monument zum Nationalpark erklärt.

## Ökosysteme
Der Park hat Anteile an vier unterschiedlichen Ökosystemen mit ihren spezifischen Tier- und Pflanzenarten:
Der Uferstreifen ist mit einem Mangrovenwald bewachsen. Die südliche Biscayne Bay ist eine flache Bucht, in der sich Süßwasser vom Festland mit dem Salzwasser des Atlantiks mischt. Die ausgedehnten Seegraswiesen gelten als Kinderstube von Meeresorganismen und Futtergebiet der Manatees. Die nördlichsten Teile der Florida Keys sind Koralleninseln und weisen neben ökologischen auch kulturelle und archäologische Fundorte auf. Und in den Park reicht eines der ausgedehntesten Korallenriffe der Erde. Es gilt als eines der artenreichsten Ökosysteme und ist für Besucher auf Booten, beim Schnorcheln oder Tauchen besonders leicht erreichbar.